# François Ceyrac
Pour les articles homonymes, voir Ceyrac.
François Ceyrac, né le 12 septembre 1912 à Meyssac (Corrèze) et mort le 17 mai 2010, est un chef d'entreprise, administrateur de sociétés et syndicaliste français. Il est président du Conseil national du patronat français entre 1972 et 1981.

## Biographie

### Famille et formation
François Ceyrac naît à Meyssac (Corrèze) le 12 septembre 1912 dans une famille catholique. Il est le fils de Paul Ceyrac, notaire à Meyssac, républicain et proche du Sillon de Marc Sangnier. Sa mère est Action française. François Ceyrac sera lui-même monarchiste toute sa vie, « sauf pendant trois mois à l'ENS, sous l'influence d'un petit groupe dirigé par Georges Pompidou ».
Il est le frère aîné du missionnaire jésuite Pierre Ceyrac et du député UDR Charles Ceyrac. Il est aussi l'oncle de Pierre Ceyrac, ancien député FN du Nord.
François Ceyrac fait ses études au collège Saint-Joseph de Sarlat (Dordogne). Il suit des études de droit et obtient une licence de droit et une licence ès lettres. Il étudie également à l'École libre des sciences politiques, dans la même promotion que Georges Pompidou, René Bousquet, Paul Delouvrier et Claude Gallimard. 

### Carrière professionnelle
Après ses études, François Ceyrac se destine au Conseil d'État, mais intègre l'Union des industries et métiers de la métallurgie en 1936 en tant que chef de service. Il en devient secrétaire général adjoint en 1945, délégué général adjoint entre 1952 et 1968 puis président entre 1969 et 1973. Il y a fondé la caisse EPIM. 
Il est président directeur-général de la société nouvelle des Établissements Syam et Dreyfus entre 1968 et 1970 puis des Établissements Danois entre 1970 et 1977, membre du conseil de surveillance de Peugeot depuis 1973.  

### Président du CNPF
François Ceyrac est secrétaire général en 1946, vice-président en 1967 puis président de la commission sociale du Conseil national du patronat français (CNPF) entre 1968 et 1972, membre du bureau en 1967 puis vice-président en 1968 et président du CNPF entre 1972 et 1981. 

### Autres mandats
- Membre du Conseil économique et social (1969-1984)
- Vice-président en 1981 puis président entre 1982 et 1984 de la chambre de commerce internationale
- Président du comité économique et social des communautés européennes de 1982 à 1984.
- C'est l'un des fondateurs de l'Institut de l'entreprise.

### Affaire de l'UIMM
En juillet 2008, il fut placé sous le statut de témoin assisté dans une procédure judiciaire concernant un complément de salaire de 5 000 euros par mois en liquide, prélevé sur la caisse noire de l'Union des industries et métiers de la métallurgie, qu'il aurait perçus pendant plusieurs décennies. Entendu par la justice, François Ceyrac avait assuré ne plus se souvenir des faits.

## Distinctions

### Décorations
- commandeur de la Légion d'honneur,
- commandeur de l'ordre national du Mérite,
- commandeur de l'ordre souverain de Malte.

### Autres
Il était membre du Cercle de l'Union interalliée, du Nouveau Cercle de l'Union, de The Travellers-club[réf. souhaitée], et du Cercle renaissance.